# Santa Sabina (España)
Santa Sabina (llamada oficialmente San Xulián de Santa Sabiña) es una parroquia y un lugar español del municipio de Santa Comba, en la provincia de La Coruña, Galicia.

## Entidades de población
Entidades de población que forman parte de la parroquia:
- A Carballeira
- As Travesas
- O Busto
- Guldriz (Guldrís)
- O Castro
- Os Fornos
- O Mato
- Os Picotos
- Santa Sabiña
- Varilongo
- Vilarqueimado

## Demografía

### Parroquia
| Gráfica de evolución demográfica de Santa Sabina (parroquia) entre 2000 y 2019 |
|                                                                                |
| Datos según el nomenclátor publicado por el INE.                               |

### Lugar
| Gráfica de evolución demográfica de Santa Sabiña (lugar) entre 2000 y 2019 |
|                                                                            |
| Datos según el nomenclátor publicado por el INE.                           |